# Neckarbischofsheim
Neckarbischofsheim – miasto w Niemczech, w kraju związkowym Badenia-Wirtembergia, w rejencji Karlsruhe, w regionie Rhein-Neckar, w powiecie Rhein-Neckar, wchodzi w skład związku gmin Waibstadt. Leży nad Elsenz, w Odenwaldzie, ok. 25 km na południowy wschód od Heidelbergu, przy drodze krajowej B292.

## Galeria

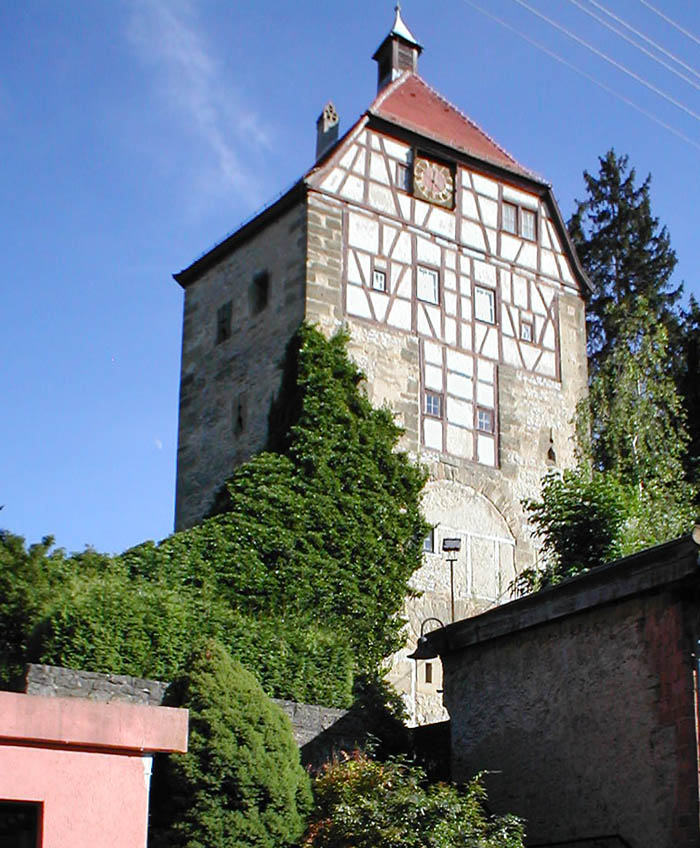
Hohe Turm
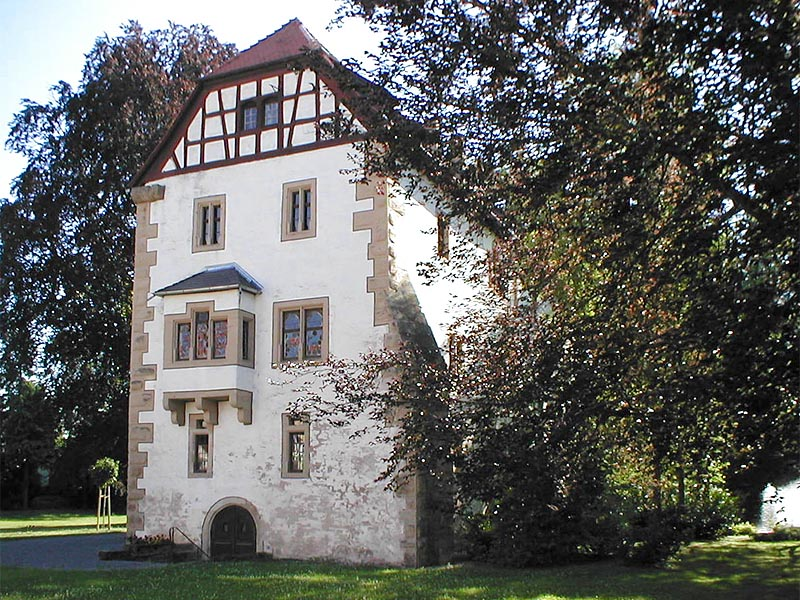
Stary pałac
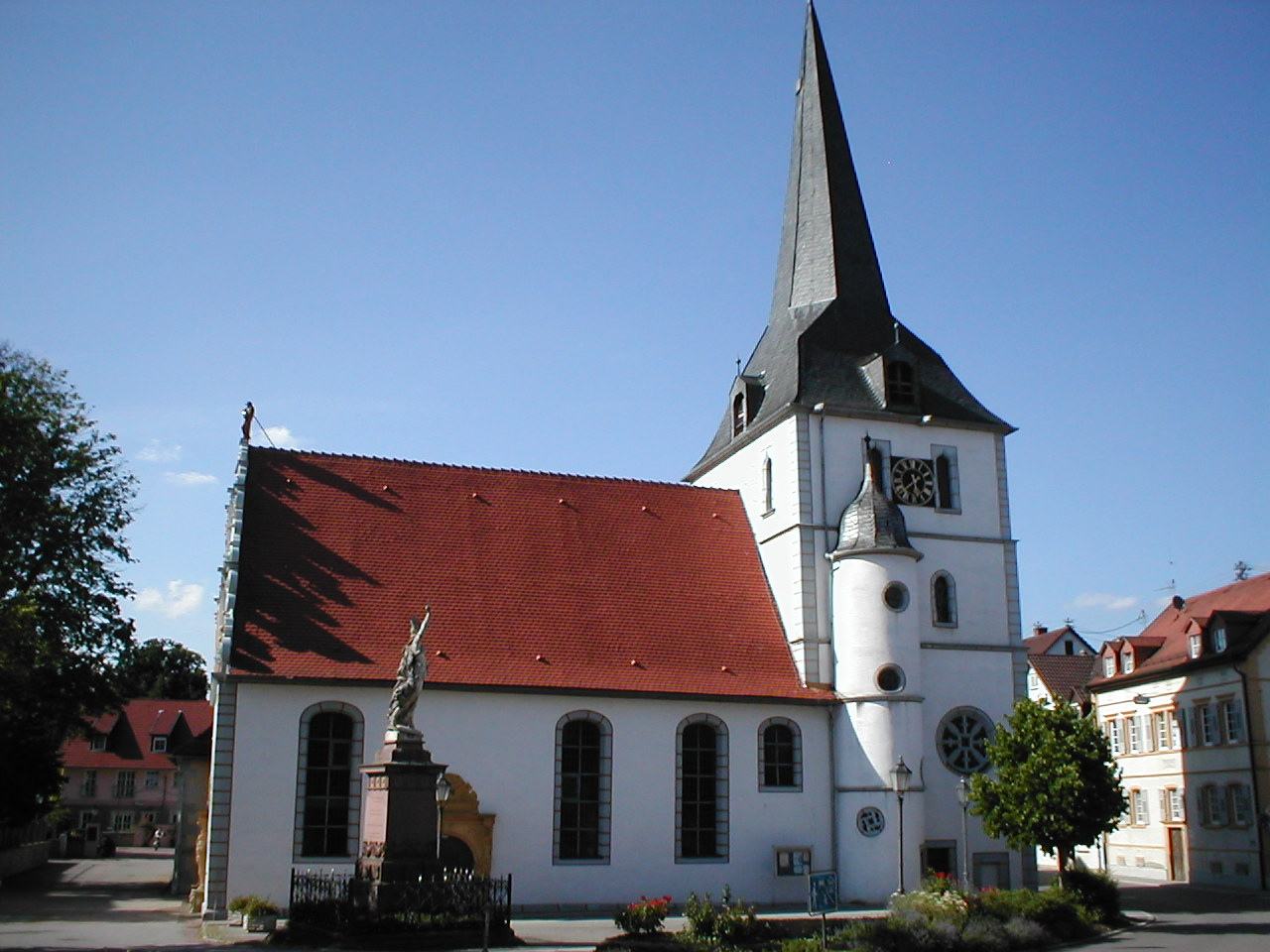
Kościół pw św. Salwatora (St. Salvator)